# Wandertrieb (Humanmedizin)
Wandertrieb ist ein veralteter Begriff, der im Zusammenhang mit der Wohnungslosenhilfe, die damals noch Nichtseßhaftenhilfe hieß, zu Beginn des 20. Jahrhunderts eingeführt worden ist. 

## Funktion
Es wurde auf Grundlage von humanmedizinischen Überlegungen versucht, einen „Wandertrieb“ nachzuweisen, der manchen Menschen zu eigen sei. Die falsche Annahme führte dazu, dass man glaubte, in manchen Menschen sei eine Erbanlage für diesen Trieb vorhanden, welche darauf zurückzuführen sei, dass Vorfahren des Menschen einmal Fluchttiere gewesen seien. Bei Nomaden-Völkern sei diese Erbanlage besonders häufig vertreten. Im Dritten Reich nahm man diese Ansicht zum Anlass für die Behauptung, dass eine Re-Integration von Wohnsitzlosen sinnlos und unrentabel sei, womit die Verbringung von Wohnungslosen als „Asoziale“ in die Konzentrationslager gerechtfertigt wurde. Auch in den Nachkriegsjahren führte dieser Irrglaube dazu, dass in der Wohnungslosenhilfe teilweise mit falschen Ansätzen gearbeitet wurde und auf die eigentlichen Ursachen für Wohnungslosigkeit nicht eingegangen wurde.

## Hintergrund: Die medizinische Studie von 1899
In einer Studie von Ludwig Mayer aus dem Jahre 1899 wurde der Wandertrieb als Hauptursache für Landstreicherei dargestellt. Da Landstreicherei in dieser Zeit strafbar war, wollte er mit seinen psychiatrischen Untersuchungen – er sprach von einem inneren, zwanghaften Drang umherzuwandern – die Strafverfolgung in Frage stellen. Darauf folgende Untersuchungen führten dazu, dass für die meisten Landstreicher tatsächlich keine Bestrafungen mehr in Frage kamen. Allerdings hatte dieser Erklärungsansatz zur Folge, dass die Ursache von Wohnungslosigkeit rein auf psychischen Defiziten beruht, was strukturelle und gesellschaftliche Probleme völlig ausblendet und dazu führte, verarmte Menschen als krank abzustempeln.

## Widerlegung
Dass es einen Wandertrieb gibt, der Wohnungslosigkeit verursachen soll, wurde erst in den 1970er Jahren widerlegt. Durch Heinrich Holtmannspötter, den Geschäftsführer der Bundesarbeitsgemeinschaft für Wohnungslosenhilfe konnte nachgewiesen werden, dass nicht die Person der Wohnungslosen, sondern die Struktur der Hilfen, nämlich die Aufenthaltsbegrenzung auf drei Tage durch die Träger der Sozialhilfe, dafür verantwortlich waren, dass Wohnungslose weiter ziehen mussten. Oftmals wurde den Wohnungslosen, die auf den Sozialämtern Hilfe, in der Regel einen Tagessatz beantragten, nach Ablauf von drei Tagen eine Fahrkarte zum nächsten Ort ausgestellt, damit sie den Ort verlassen. Die Ursache für die Mobilität der Wohnungslosen bestand also nicht in einem Wandertrieb oder einer Nichtsesshaftigkeit als Persönlichkeitsmerkmal, sondern war in der Struktur der Vertreibenden Hilfe begründet.

## Abgrenzung
Der „Wandertrieb“ ist streng abzugrenzen von psychischen Störungen wie Poriomanie und dem Fluchtreflex, der „Fugue“ (von lat.: fuga = Flucht), ein menschliches Verhalten, das zu den dissoziativen Störungen zählt. Es handelt sich dabei um einen plötzlich auftretenden Zwang, fortzureisen oder fortzuwandern, der unter Umständen mit Erinnerungslosigkeit verbunden ist. Auch das plötzliche Weglaufen von Menschen, die unter einer Anpassungsstörung leiden, wird darunter eingeordnet. Siehe dazu aber auch den Begriff Fernweh.